# Stazione di Valtopina
La stazione di Valtopina era una fermata ferroviaria posta sulla linea Roma-Ancona. Serviva il centro abitato di Valtopina.